# Račun (album)
Račun je tretji studijski album slovenske rock skupine Zgrešeni primeri, izdan leta 2015 pri založbi Multi Records. 
V intervjuju na Slovenskem punk rock portalu je frontman Jani Rošelj razložil pomen naslova albuma: »Za vse stvari v življenju dobiš račun. Za dobre in slabe. Če si prejšnji dan pijan, imaš naslednji dan mačka. Če si zaljubljen in gresta narazen, si potem žalosten. Če živiš v zajebanem sistemu, polnem korupcije, te tudi to udari in na koncu plačaš.«

## Seznam pesmi
Vse pesmi je napisala skupina Zgrešeni primeri.
| Št.             | Naslov                    | Dolžina |
| --------------- | ------------------------- | ------- |
| 1.              | „Račun‟                   |         |
| 2.              | „Podgane‟                 |         |
| 3.              | „Mi smo tisti‟            |         |
| 4.              | „Misliš na vse‟           |         |
| 5.              | „Vljudno vabljeni‟        |         |
| 6.              | „Gora‟                    |         |
| 7.              | „Novodobni vojak‟         |         |
| 8.              | „Šef‟                     |         |
| 9.              | „Sprehod‟                 |         |
| 10.             | „Nekaj se v zraku dogaja‟ |         |
| 11.             | „V najlepše dni‟          |         |
| 12.             | „Pralni stroj‟            |         |
| 13.             | „Nov svet‟                |         |
| Skupna dolžina: | Skupna dolžina:           | 42:43   |

## Zasedba
Zgrešeni primeri
- Janko (Jani) Rošelj — vokal, bas kitara, spremljevalni vokal
- Robi Glač — kitara, spremljevalni vokal
- Luka Mavrič — kitara, spremljevalni vokal
- Pavel Uršič — bobni, tolkala

Ostali
- Drago Popovič — produkcija, snemanje
- Dejan Kralj — oblikovanje